# روسكو كارنز
روسكو كارنز (بالإنجليزية: Roscoe Karns) هو ممثل أمريكي، ولد في 7 سبتمبر 1891 في الولايات المتحدة، وتوفي في 6 فبراير 1970 بلوس أنجلوس في الولايات المتحدة.

## أعمال

### أفلام
- (1923) الوصايا العشر
- (1927) أجنحة
- (1927) مغني الجاز[1][2]
- (1931) المذنبون المرحون
- (1932) طريق ذو اتجاه واحد
- (1934) حدث ذات ليلة
- (1940) فتاة الجمعة[3]
- (1942) سيدة العام

## وصلات خارجية
- روسكو كارنز على موقع IMDb (الإنجليزية)
- روسكو كارنز على موقع تيرنر كلاسيك موفيز (الإنجليزية)
- روسكو كارنز على موقع قاعدة بيانات برودواي على الإنترنت (الإنجليزية)
- روسكو كارنز على موقع قاعدة بيانات الأفلام السويدية (السويدية)
- روسكو كارنز على موقع إن إن دي بي (الإنجليزية)
- روسكو كارنز على موقع قاعدة بيانات الفيلم (الإنجليزية)